# David W. Peck
David W. Peck (* 3. Dezember 1902; † 23. August 1990 in New York City) war ein amerikanischer Jurist. Von 1947 bis 1957 war er Vorsitzender Richter des Revisionsgerichtes im 1. Distrikt des Supreme Court im Bundesstaat New York und nahm in dieser Zeit eine führende Rolle bei der Reform des Gerichtswesens im Bundesstaat ein. 1950 leitete Peck in Deutschland das Advisory Board on Clemency (dt.: Beirat für Gnadengesuche), das Empfehlungen zur Begnadigung von verurteilten Kriegs- und NS-Verbrechern erarbeitete.

## Leben und Werk
David Warner Peck wuchs in der Kleinstadt Crawfordsville in Indiana auf. Crawfordsville ist der Verwaltungssitz des Montgomery County und beherbergt Wabash College, ein kleines Privat-College, das nur männliche Studenten zulässt. Peck übersprang das zwölfte Jahr (senior year) seiner High School und begann im Alter von 16 Jahren ein Studium am Wabash College, das er nach drei Jahren (statt wie üblich vier) mit Auszeichnung abschloss. Anschließend studierte er Rechtswissenschaften an der renommierten Harvard Law School. Dieses Studium finanzierte er durch seine Arbeit als Tutor.
Nach seinem Studienabschluss und der Zulassung als Anwalt im Staat New York (bar exam) trat Peck der Kanzlei Sullivan & Cromwell bei, der er sein Leben lang verbunden blieb. 1934 wurde er mit 31 Jahren zum Partner bei Sullivan & Cromwell und trug die Verantwortung für Zivilprozesse. Peck war Republikaner und gehörte Anfang der 1930er Jahre zusammen mit Thomas E. Dewey und Herbert Brownell zu den sogenannten „Jungtürken“ der Republikanischen Partei im County New York.
1943 wurde Peck zum Richter am Supreme Court von New York berufen.  Der Supreme Court auf Bundesstaatenebene ist in seiner Stellung im amerikanischen Rechtssystem ungefähr dem deutschen Oberlandesgericht vergleichbar. Peck wurde 1947 zum Vorsitzenden Richter der Appellate Division des Supreme Court (Revisionsinstanz) des 1. Distrikt ernannt und war damit zuständig für die Gerichtsbezirke Manhattan und Bronx. Peck war bei seiner Berufung 44 Jahre alt und damit der bis dato jüngste Richter dieses Ranges im Bundesstaat New York. 1957 trat Peck vom Richteramt zurück und kehrte als Senior Partner zu Sullivan & Cromwell zurück, wo er bis zum Ruhestand 1980 verblieb.
1955 verfasste Peck das Buch The Greer Case über den Fall der 1946 verstorbenen Mabel Seymour Greer, mit dem er selbst als Richter befasst war. Mrs. Greer habe kurz vor ihrem Tod die Existenz eines Sohnes eingestanden, den sie nach der Geburt zur Adoption freigegeben hatte. Ihr gesamtes, beträchtliches Vermögen vermachte die ansonsten kinderlose Frau jedoch testamentarisch an die Harvard University. Ihr angeblicher Sohn focht das Testament an. Das Buch wurde zu einem Bestseller mit mehr als acht Auflagen, u. a. bei Penguin und als Reader’s Digest Edition, und 1957 als Episode der CBS-Serie Playhouse 90 verfilmt.

### „Peck Panel“
Der amerikanische Hochkommissar in Deutschland John McCloy berief im März 1950 das Advisory Board on Clemency (dt.: Beirat für Gnadengesuche, nach seinem Vorsitzenden bald allgemein Peck Panel genannt) als unabhängiges Expertengremium, das Empfehlungen zum Strafvollzug der von amerikanischen Militärgerichten verurteilten Kriegs- und NS-Verbrecher aussprechen sollte. Dem Panel gehörten neben Peck als Vorsitzenden zwei weitere Mitglieder an: Frederick A. Moran, Vorsitzender des New York Board of Parole (Kommission zur Entscheidung über die Gewährung von Bewährung) und Brigadegeneral Conrad E. Snow, Rechtsberater im amerikanischen Außenministerium. Der rechtliche Status des Peck Panel war nicht vollständig geklärt: weder sollte es ein Revisionsgericht sein, denn die Urteile auf der Rechtsgrundlage von Kontrollratsgesetz Nr. 10 sahen keine Revisionsinstanz vor, noch war die reine Ausübung des Gnadenrechts vorgesehen, bei dem es eher auf die persönlichen Umstände des Verurteilten ankommt. In der Praxis hatte das Peck Panel Eigenschaften von Revisionsgericht wie von Gnadenausschuss. Indem das Peck Panel die Gnadengesuche der Verurteilten und die entlastenden Schriftsätze ihrer Strafverteidiger in Betracht zogen, jedoch die Staatsanwaltschaft nicht erneut hörte, war eine Milderung der Urteile schon strukturell angelegt.
Das Peck Panel befand über die Gnadengesuche von 99 Verurteilten, die sich alle im Kriegsverbrechergefängnis Landsberg befanden. Das Peck Panel gab am 28. August 1950 seine Empfehlungen ab. In 77 der 99 Fälle empfahl das Panel eine Reduzierung der Strafe; dabei sollten sieben der 15 Todesurteile in Haftstrafen umgewandelt werden. Das Peck Panel sprach unter anderem für folgende Verurteilte aus den Nürnberger Nachfolgeprozessen Empfehlungen aus:
- Für 20 Verurteilte aus dem Einsatzgruppen-Prozess:[4]
  - 7 × Beibehaltung der Todesstrafe (Blobel, Braune, Klingelhöfer, Naumann, Ohlendorf, Ott, Sandberger)
  - 4 × Umwandlung der Todesstrafe in eine Haftstrafe von 20 (Blume) bzw. 15 Jahren (Biberstein, Haensch, Steimle)
  - 2 × sofortige Freilassung eines zum Tode Verurteilten (Schubert, Seibert)
  - 2 × Umwandlung einer lebenslangen Freiheitsstrafe in eine Haftstrafe von 10 Jahren (Jost, Nosske)
  - 1 × Verkürzung einer Haftstrafe von 20 auf 10 Jahre (Schulz)
  - 4 × sofortige Freilassung eines zu einer Haftstrafe von 20 (Radetzky, Six) bzw. 10 Jahren Verurteilten (Fendler, Rühl)
- Für Verurteilte aus dem Krupp-Prozess:
  - Freilassung des zu 12 Jahren Haft verurteilten Alfried Krupp von Bohlen und Halbach, einer der prominentesten Fälle
  - Reduzierung der Haftstrafen von weiteren Angeklagten (u. a. Houdremont und Müller)
- Für Verurteilte aus dem OKW-Prozess:[5]
  - Reduzierung der Haftstrafen u. a. von Küchler, Reinecke, Warlimont
- Für Verurteilte aus dem Geiselmord-Prozess:[6]
  - Reduzierung der Haftstrafen u. a. von Felmy, Lanz, Rendulic
- Für Verurteilte aus dem Wilhelmstraßen-Prozess:[6]
  - Reduzierung der Haftstrafen u. a. von Lammers, Schwerin-Krosigk, Ernst von Weizsäcker

Der amerikanische Hochkommissar John McCloy, der die endgültige Entscheidung treffen musste, war mit den Empfehlungen des Peck Panel in einer Reihe von Fällen nicht einverstanden. Sein Rechtsberater und engster Vertrauter, Robert R. Bowie, riet insbesondere dazu, den verurteilten Generälen keine Vorzugsbehandlung zu gewähren. Am 31. Januar 1951 verkündete McCloy schließlich seine Entscheidung. Diese wich in einer Reihe von Fällen von der Empfehlung des Peck Panel ab und fiel teils strenger und teils weniger streng aus. Nur noch fünf Todesurteile aus den NMT-Urteilen sollten demnach vollstreckt werden.

## Veröffentlichungen
- The Greer Case, a true court drama. Simon and Schuster, New York 1955.
- Decision at law. Dodd, Mead & Company, New York 1961.